# Análipsi (ort i Grekland, Västra Makedonien)
Análipsi (Analipsi) är en ort i Grekland.   Den ligger i prefekturen Nomós Florínis och regionen Västra Makedonien, i den norra delen av landet, 300 km nordväst om huvudstaden Aten. Análipsi ligger 563 meter över havet och antalet invånare är 527. Den ligger vid sjön Límni Petrón.
Terrängen runt Análipsi är kuperad åt nordost, men åt sydväst är den platt.Runt Análipsi är det ganska glesbefolkat, med 32 invånare per kvadratkilometer. Närmaste större samhälle är Amýntaio, 0,85 km söder om Análipsi. Trakten runt Análipsi består till största delen av jordbruksmark.